# Саут-Версейлз Тауншип (округ Аллегені, Пенсільванія)
Саут-Версейлз Тауншип (англ. South Versailles Township) — селище (англ. township) в США, в окрузі Аллегені штату Пенсільванія. Населення — 310 осіб (2020).

## Демографія
Згідно з переписом 2010 року, у селищі мешкала 351 особа в 153 домогосподарствах у складі 100 родин. Було 161 помешкання
Расовий склад населення:
| - 97,4 % — білих - 1,4 % — чорних або афроамериканців - 0,9 % — азіатів |

До двох чи більше рас належало 0,3 %. Частка іспаномовних становила 0,3 % від усіх жителів.
За віковим діапазоном населення розподілялося таким чином: 16,0 % — особи молодші 18 років, 62,3 % — особи у віці 18—64 років, 21,7 % — особи у віці 65 років та старші. Медіана віку мешканця становила 49,6 року. На 100 осіб жіночої статі у селищі припадало 97,2 чоловіків;  на 100 жінок у віці від 18 років та старших — 92,8 чоловіків також старших 18 років.
Середній дохід на одне домашнє господарство  становив 60 142 долари США (медіана — 57 625), а середній дохід на одну сім'ю — 65 524 долари (медіана — 61 125). Медіана доходів становила 48 125 доларів для чоловіків та 47 656 доларів для жінок. За межею бідності перебувало 8,2 % осіб, у тому числі 12,9 % дітей у віці до 18 років та 11,9 % осіб у віці 65 років та старших.
Цивільне працевлаштоване населення становило 206 осіб. Основні галузі зайнятості: освіта, охорона здоров'я та соціальна допомога — 25,7 %, будівництво — 12,1 %, науковці, спеціалісти, менеджери — 10,7 %, транспорт — 9,7 %.